# امجاو تشوقت (أمجاو)
امجاو تشوقت هي إحدى مشيخات المملكة المغربية، تتبع جغرافيا لإقليم الدريوش وإداريًا لأمجاو. يقدر عدد سكانها بـ 1829 نسمة حسب الإحصاء الرسمي للسكان والسكنى لسنة 2004.